# Hozoeder
| Množica pravilnih n-kotnih hozoedrov | Množica pravilnih n-kotnih hozoedrov   |
| ------------------------------------ | -------------------------------------- |
| Zgled šestkotnega hozoedra na sferi  |                                        |
| vrsta                                | pravilni plieder ali sferno tlakovanje |
| stranske ploskve                     | n dvokotnikov                          |
| robovi                               | n                                      |
| oglišča                              | 2                                      |
| Schläflijev simbol                   | {2,n}                                  |
| konfiguracija oglišča                | 2n                                     |
| Coxeter-Dinkinov diagram             |                                        |
| Wythoffov simbol                     | n \| 2 2                               |
| simetrijske grupe                    | Dnh, [2,n], (*22n) reda 4n             |
| grupe vrtenja                        | Dn, [2,n]+, (22n) reda 2n              |
| dualni polieder                      | dieder                                 |

Hozoeder je v geometriji teselacija lun na sferni ploskvi, tako da vsaki luni pripadata po dve presečišči. Pravilni n-kotni hozoeder ima Schläflijev simbol {2, n}.
Za pravilne poliedre, ki imajo Schläflijev simbol {m, n} se dobi število mnogokotnikovih  stranskih ploskev s pomočjo obrazca:
{\displaystyle N_{2}={\frac {4n}{2m+2n-mn}}\!\,.}

## Hozoedri kot pravilni poliedri
Platonska telesa so edine celoštevilčne rešitve za m ≥ 3 in n ≥ 3. Omejitev  m ≥ 3 povzroča, da imajo stranske ploskve mnogokotnika najmanj tri stranice.
Če se obravnava sferno tlakovanje, se ta omejitev oslabi, ker se dvokotniki lahko prikažejo kot sferne lune, ki imajo neničelno površino. Če pa se dovoli m = 2, se s tem dovoli novo skupino pravilnih poliedrov, ki se imenujejo hozoedri. Na sferni površini so poliedri {2, n} predstavljeni z n lunami. Notranji koti so 2π/n.  Vse te lune imajo skupno presečišče.
| Pravilen trikotni hozoeder prikazan kot teselacija treh sfernih lun na sferi. | Pravilni štirikotni hozoeder, prikazan kot teselacija štirih sfernih lun, ki se nahajajo na sferi. |

## Odnos do Steinmetzevih teles
Štirikotni hozoeder je topološko enak kot dvojni valj (pravokotno križanje dveh valjev) Steinmetzevih teles.

## Hozotopi
Mnogorazsežni analogi se v splošnem imenujejo hozotopi. Pravilni hozotop s Schläflijevim simbolom {2, p, q,..., q} ima dve oglišči, vsako ima sliko oglišča {p,...,q}. Dvorazsežni hozotop {2} se imenuje dvokotnik.